# Clidemia debilis
Clidemia debilis là một loài thực vật có hoa trong họ Mua. Loài này được Crueg. mô tả khoa học đầu tiên năm 1847.